# Ковчег (присілок)
Ковчег (рос. Ковчег) — присілок в Малоярославецькому районі Калузької області Російської Федерації.
Населення становить 82 особи. Входить до складу муніципального утворення Село Іллінське.

## Історія
Від 2004 року входить до складу муніципального утворення Село Іллінське.

## Населення
| 2010 |
| ---- |
| 82   |